# (3200) Phaethon
(3200) Phaethon ist ein Planetoid aus der Gruppe der Apollo-Asteroiden. Dies sind erdbahnkreuzende Himmelskörper, deren große Halbachse größer als 1 AE und deren Periheldistanz kleiner als 1,017 AE ist.
Der Asteroid wurde am 11. Oktober 1983 mittels des Infrarot-Satelliten IRAS entdeckt und nach Phaeton, dem Sohn des griechischen Sonnengottes Helios, benannt.
Phaethon bewegt sich zwischen 0,140 AE (Perihel) und 2,403 AE (Aphel) in rund 524 Tagen auf einer stark elliptischen Bahn um die Sonne. Die Bahnexzentrizität beträgt 0,890, die Bahn ist um 22,180° gegen die Ekliptik geneigt.
Radarbeobachtungen zeigten, dass Phaethon ein annähernd kugelförmiger Körper ist, dessen Durchmesser ungefähr 6 km beträgt. Er besitzt eine dunkle Oberfläche mit einer Albedo von etwa 11 %. In rund 3,6 Stunden rotiert der Asteroid um die eigene Achse.
Phaethon kommt der Sonne sehr nah. Im Perihel erreicht er dabei eine Geschwindigkeit von 110 km/s (400.000 km/h) und Oberflächentemperaturen über 700 °C. Seine Bahn stimmt mit der langgezogenen Staubwolke überein, die den Meteorstrom der Geminiden hervorruft. Trotzdem handelt es sich um keinen Kometen: Infrarotaufnahmen zeigten, dass seine Oberfläche aus festem Gestein besteht. Im Jahr 2013 zeigte die Auswertung von Messungen der STEREO-Raumsonden schwache Anzeichen von Materieemissionen von Phaethon; der Staub löst sich vermutlich durch den extremen Temperaturstress.
Dies und seine relativ zur Gesamtheit der Geminiden geringe Masse führten zu der Theorie, dass ein Ereignis wie z. B. ein Auseinanderbrechen von (3200) Phaethon deren Ursprung sein könnte.

## Erforschung
Phaethon näherte sich der Erde laut NASA am 16. Dezember 2017 bis auf 0,069 AE und wurde bei dieser Gelegenheit gemeinsam von Goldstone-Komplex zusammen mit dem Arecibo-Observatorium mittels Radar untersucht. Die so entstandenen Aufnahmen hatten eine Auflösung von 75 m/Pixel. Für 2093 wird mit 0,019 AE die bislang größte Annäherung seit seiner Entdeckung vorhergesagt.
In einer 2016 vereinbarten bilateralen Forschungsmission namens DESTINY PLUS des Deutschen Zentrums für Luft- und Raumfahrt (DLR) und der japanischen Raumfahrtagentur (Japan Aerospace Exploration Agency, JAXA) soll eine Raumsonde den Asteroiden erforschen. Sie soll etwa viereinhalb Jahre nach dem Start den Asteroiden Phaeton erreichen und ihn während eines dichten Vorbeiflugs erkunden.